# 克羅姆龐德 (紐約州)
克羅姆龐德（英語：Crompond）是位於美國紐約州西徹斯特縣的普查規定居民點。

## 人口
根據2020年美國人口普查的數據，克羅姆龐德的面積為6.33平方千米，當中陸地面積為6.28平方千米，而水域面積為0.05平方千米。當地共有人口2330人，而人口密度為每平方千米368.09人。